# Erythrodolius dubiosus
Erythrodolius dubiosus är en stekelart som beskrevs av André Seyrig 1932. Erythrodolius dubiosus ingår i släktet Erythrodolius och familjen brokparasitsteklar. Inga underarter finns listade i Catalogue of Life.